# Bruno H. Bürgel
Bruno Hans Bürgel (14 de noviembre de 1875 - 8 de julio de 1948) fue un escritor y astrónomo alemán. Nació el 14 de noviembre de 1875 en Berlín, Alemania.

## Biografía
Al finalizar sus estudios escolares comenzó a trabajar en una fábrica para ganar lo necesario para vivir. Sin embargo, en su tiempo libre leía libros de astronomía y con sus ahorros pudo comprar un pequeño telescopio.
Trabajó en el observatorio Urania entre los años 1894 y 1899, tras lo cual se dedicó a escribir y publicar sus conocimientos.
A la edad de 40 años ingresó al ejército y sobrevivió a la Primera Guerra Mundial, sirviendo en el Frente Oriental. Una vez terminada la guerra volvió a escribir y publicó varios escritos sobre sus pensamientos y experiencias en la guerra, que llegaron a ser bastante populares.
Falleció en Potsdam, Alemania, el 8 de julio de 1948. El asteroide (10100) Bürgel recibió su nombre en honor a este notable astrónomo.
- Datos: Q104253
- Multimedia: Bruno H. Bürgel / Q104253